# Сибирский государственный университет телекоммуникаций и информатики
Сибирский государственный университет телекоммуникаций и информатики (СибГУТИ) — вуз в Новосибирске, занимающийся подготовкой специалистов в области телекоммуникаций и информатики.

## Институты СибГУТИ
В университете существуют 5 институтов дневного обучения (включая 4 заочных, кроме Института Безопасности):
- Институт телекоммуникаций
- Институт информатики и вычислительной техники
- Институт базовых дисциплин
- Институт заочного образования
- Институт безопасности

Вуз имеет филиалы в Екатеринбурге (Уральский филиал СибГУТИ — УрТИСИ), Хабаровске — ХИИК (Хабаровский институт инфокоммуникаций) и Улан-Удэ — БИИК (Бурятский институт инфокоммуникаций).

## Направления и профили подготовки по факультетам
В связи с переходом всех вузов РФ с 2011 года на уровневую систему обучения по новым государственным образовательным стандартам (с получением квалификаций «бакалавр» и «магистр») существующие до 2011 г. специальности получили статус профилей подготовки. Профили группируются в направления, а направления объединяются в группы направлений. По всем направлениям присваивается квалификация бакалавр (срок обучения — очно 4 года) и магистр (ещё 2 года).
Кроме специальности «Информационная безопасность телекоммуникационных систем», по которой можно получить квалификацию специалист (срок обучения очно 5 лет 6 мес.).

## Подразделения СибГУТИ
Подразделения СибГУТИ
Киберполигон СибГУТИ. Открыт 17 мая 2021 года.
Научно-техническая библиотека СибГУТИ
Основана в 1953 г. Фонд библиотеки содержит литературу по экономике связи, радиотехнике, радиосвязи, радиовещанию, телевидению, сетям связи и передаче данных, оптической связи, защищённым системам связи, информатике. Электронные ресурсы, доступные на сайте библиотеки:
- Электронный каталог
- Ссылки на интернет-ресурсы по телекоммуникациям и информатике.

Базы данных:
- Полнотекстовая база данных учебных и методических пособий СибГУТИ (для зарегистрированных пользователей),
- Методические указания и учебные пособия СибГУТИ (издания, которые можно приобрести в библиотеке университета),
- База журнальных статей по телекоммуникациям,
- База журнальных статей по социологии,
- База периодических изданий, получаемых библиотекой СибГУТИ (поиск по названию журнала и ключевым словам).

## Профессорско-преподавательский состав
Профессорско-преподавательский состав СибГУТИ
Преподаватели СибГУТИ являются авторами десятков учебников и монографий, активно участвуют в работе международных симпозиумов, проводимых в США, Японии, Германии, Турции и других странах, а также в работе международных организаций, являющихся лидерами в области связи.